# Coordinadora Clasista Magisterial
La Coordinadora Clasista Magisterial (CCM) fue un organismo generado del Partido Comunista del Perú-Sendero Luminoso (PCP-SL). El objetivo de la Coordinadora Clasista Magisterial era desplazar al Sindicato Único de Trabajadores de la Educación del Perú (SUTEP), que era controlado por el Partido Comunista del Perú-Patria Roja (PCP-PR) como nueva organización que agrupara a los docentes peruanos y ponerlos al servicio de la "guerra popular" propuesta por la organización terrorista. Para el PCP-SL, la educación era un medio mediante el cual su ideología podía llegar a las masas. El maestro era visto como un medio de difusión para captar adherentes.